# Saint-Genis-Pouilly
Saint-Genis-Pouilly is een gemeente in het Franse departement Ain (regio Auvergne-Rhône-Alpes). De gemeente telde 14.584 inwoners op 1 januari 2022.

## Geschiedenis
Pouilly is ontstaan rond een priorij. De monniken zetten zich in voor het vruchtbaar maken van het moerassig gebied. Pouilly ligt in het Pays de Gex; dat viel in 1032 toe aan het graafschap Genève en in 1355 aan Savoye. De baronnen van Gex lieten een kasteel bouwen in Pouilly dat ze in leen gaven aan de familie Rossillon. Ook in Saint-Genis liet de familie Rossillon in 1270 een versterkte plaats bouwen. Tussen 1536 en 1564 werd de streek bezet door Genève en de kerk van Pouilly werd omgevormd tot een protestantse tempel. In deze periode werd ook het kasteel van Pouilly vernield.
In 1602 werd het Pays de Gex Frans. In 1612 werd de kerk van Pouilly weer katholiek. De 12e-eeuwse kerk werd in de 19e eeuw sterk verbouwd en uitgebreid.
In 1817 werd het laatste moeras in de gemeente drooggelegd. Gedurende de 19e eeuw was de gemeente nog grotendeels landelijk. Tussen 1874 en 1929 was er wel een diamantslijperij in Saint-Genis. Pas na de Tweede Wereldoorlog verstedelijkte de gemeente door de komst van werknemers van het CERN en forenzen die in Zwitserland werken.

## Geografie
De oppervlakte van Saint-Genis-Pouilly bedroeg op 1 januari 2022 9,77 vierkante kilometer; de bevolkingsdichtheid was toen 1.492,7 inwoners per km².
De onderstaande kaart toont de ligging van Saint-Genis-Pouilly met de belangrijkste infrastructuur en aangrenzende gemeenten.

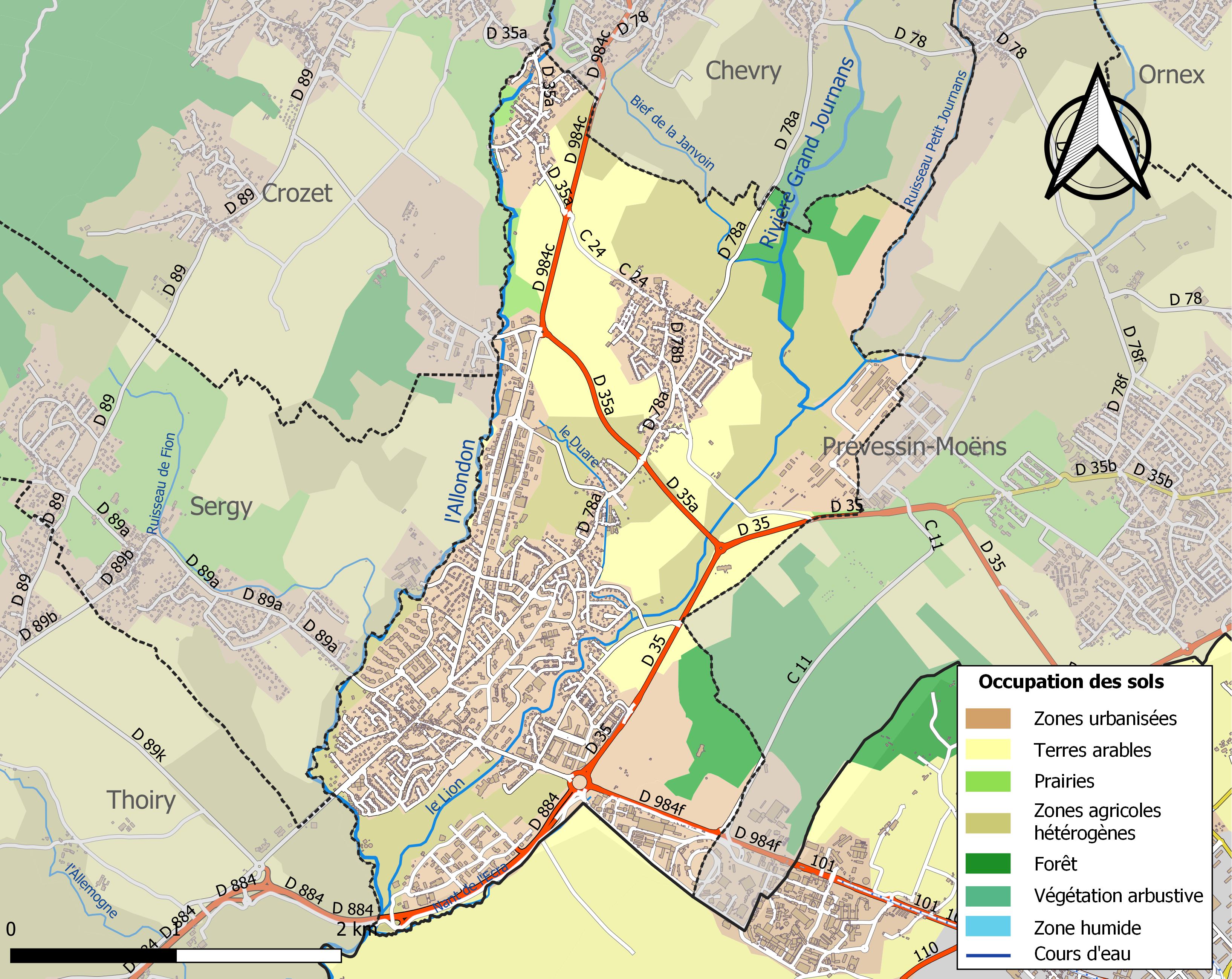

## Demografie
Onderstaande figuur toont het verloop van het inwoneraantal van Saint-Genis-Pouilly vanaf 1962. De cijfers zijn afkomstig van het Frans bureau voor statistiek en bevatten geen dubbel getelde personen (volgens de gehanteerde definitie population sans doubles comptes).
Vanwege een beveiligingsprobleem met de MediaWiki Graph-software is het momenteel niet mogelijk deze grafiek weer te geven. Zodra de software is bijgewerkt zal de grafiek vanzelf weer zichtbaar worden.